# Ud & Se
Ud & Se er et gratis magasin fra DSB, som udkommer 11 gange årligt og kan afhentes i tog og på stationer over hele landet. 
Ud & Se er udkommet siden 1980. Det har et månedligt oplag på cirka 140.000 eksemplarer. Læsertallet er 563.000. Siden 1. januar 2016 produceres magasinet hos Piccolo Media Group 
Magasinet gør det i portrætter, men også i reportager, features og fotoserier om livsstil, kultur og politik. Ud & Se har desuden tradition for at publicere original litteratur. Typisk noveller skrevet til magasinet af danske forfattere. Flere af disse litteraturserier er udkommet i bogform, senest Pludselig sidste sommer, Gyldendal, 2008, med forord af Thomas Bredsdorff.

## Priser
Magasindesignere i Danmark. Ud & Se har i 2011, 2012 og 2013 modtaget priser fra MDID, blandt andet de to seneste år for bedst designede magasin.
Society of Publication Designers, SPD, den amerikanske sammenslutning af designere og grafikere, New York City: I 2005, 2006, 2007, 2008, 2009 og 2010har Ud & Se modtaget priser (hædrende omtale) fra SPD for godt magasindesign. I både 2008 og 2010 modtog Ud & Se og fotograf Casper Balslev desuden SPD's fineste pris, en guldmedalje, for fotografi i kategorien for kundemagasiner og fagblade. 
Dansk Fagpresse: I 2007 modtog Ud & Se Dansk Fagpresses hæderspris, Anders Bording Prisen, i kategorien foto (sammen med fotograf Simon Høgsberg). 
Datagraf: I 2007 modtog Ud & Se kommunikationsvirksomheden Datagrafs pris for godt magasindesign. 
Desuden modtog journalist Thomas Aue Sobol i 2008 journalistprisen Kristian Dahls Mindelegat, kendt som den lille Cavlingpris, for sine artikler fra Myanmar og Cambodia, der blandt andet er blevet trykt i Ud & Se (oktober 2007). 

## Ekstern kilde/henvisning
- Ud & Ses hjemmeside
- Society of Publication Designers hjemmeside
- Dansk Fagpresses hjemmeside